# Electronic Program Guide

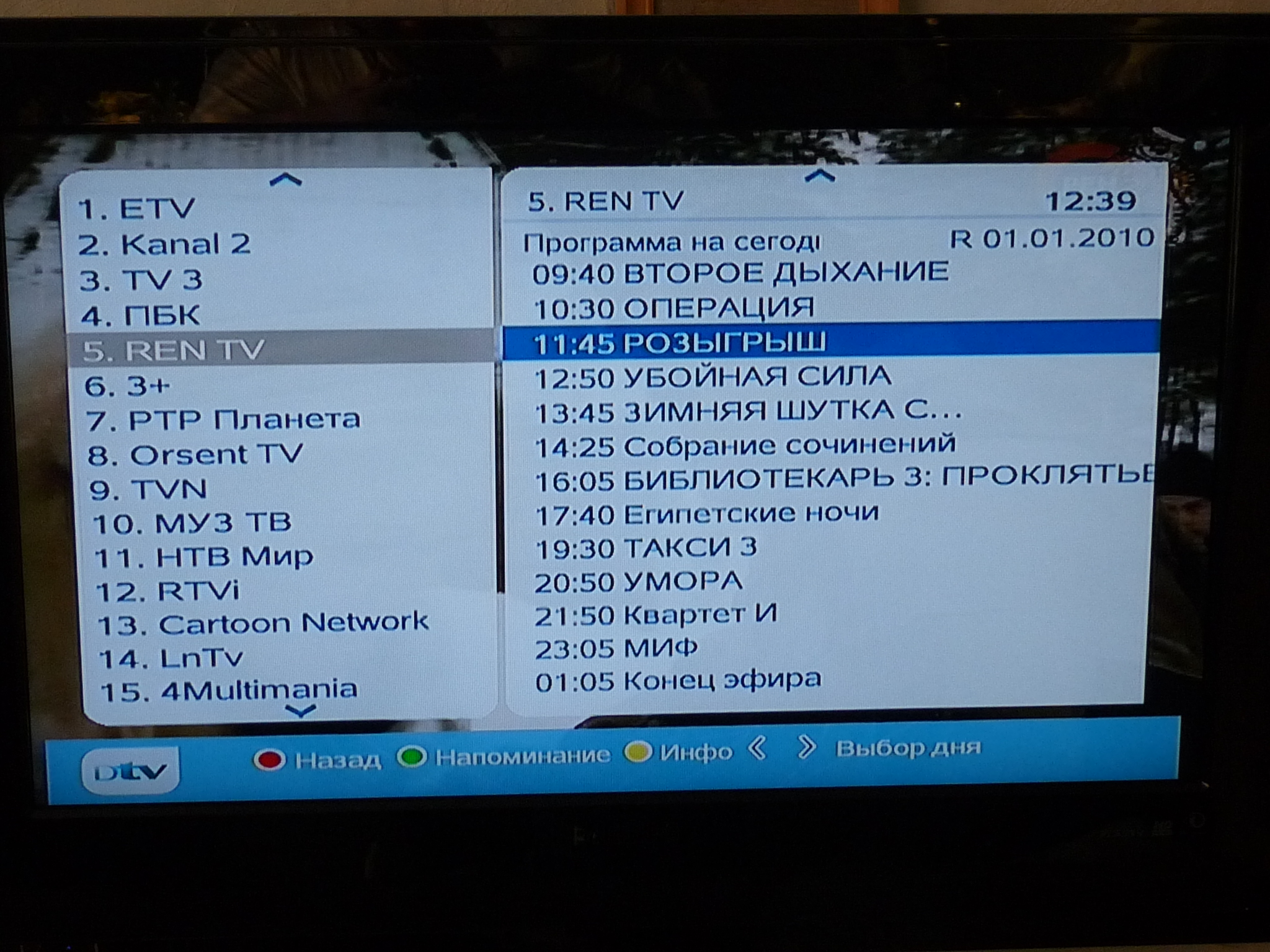
Электронный телегид провайдера Elion

Electronic Program Guide (EPG) (с англ. — «электронный телегид») или Electronic Service Guide (ESG) — интерактивная услуга в области цифрового телевидения или радиовещания, обеспечивающая гибкость в управлении цифровым контентом.
Электронный телегид (EPG) представляет собой экранное меню, отображающее расписание теле- и радиопрограмм с возможностью интерактивной навигации контента по времени, названию, каналу, жанру и так далее. при помощи пульта дистанционного управления. К каждому пункту телепрограммы также имеется краткая аннотация.
Электронный телегид (EPG) есть во всех ресиверах цифрового телевидения, а также во всех современных телевизорах имеющих встроенный тюнер (декодер) цифрового телевидения.

## Возможные функции EPG
- выбор контента по жанрам, направлениям, алфавиту, рейтингу и пр.
- отображение уровней доступа к разделам или каналам, пароли или политика «родительского контроля» (Parental Control)
- предоставление интерфейса для доступа к сервису PVR/DVR (видеозапись) и TimeShift (сдвиг во времени) для записи по заданным интервалам времени выбранных ТВ каналов через EPG, редактирование временных интервалов просмотра
- позволяет пользователю устанавливать напоминания о передаче или о событии
- осуществляет предварительный просмотр ТВ каналов принимаемых при адресной рассылке в виде вывода видео в размере 1/8 или 1/16 экрана со звуком или без него
- навигация по разделам меню для получения расширенной информации о телепередаче, фильме, радиопередаче
- позволяет выводить экранную клавиатуру и применять её для набора символов
- выбор формата телевещания, если он доступен (SD и HD видео, битрейт для аудио)
- вывод списка доступного видеоконтента для сервисов VoD (видео по запросу)

## Принцип работы
Информация, доставляемая электронному телегиду может быть собрана приемным оборудованием с каждого передаваемого канала или передаваться в отдельном канале. Для облегчения первого метода Европейским Телекоммуникационным Институтом Стандартов (ETSI) был издан стандарт ETS 300 707.